# Szimei (syn Gery)
Szimei – postać biblijna ze Starego Testamentu, Żyd z pokolenia Beniamina spokrewniony z Saulem. 
Podczas buntu Absaloma spotkał on w okolicy Bachurim orszak, uchodzącego z Jerozolimy, króla Dawida, którego obrzucał kamieniami i przeklinał. Dawid powstrzymał jednak swoich ludzi od zabicia go, gdyż uznał, że to Jahwe pozwolił Szimejemu postępować w ten sposób. Ponowne spotkanie z królem Dawidem miało miejsce przy rzece Jordan podczas jego powrotu do Jerozolimy po stłumieniu buntu. Szimei ukorzył się przed królem, prosząc o darowanie życia, na co ten przystał pomimo sprzeciwu swoich podwładnych. 
W wydanych bezpośrednio przed swoją śmiercią poleceniach dla Salomona Dawid zobowiązał go do zabicia Szimejego. Salomon rozkazał więc Szimejemu zbudować dom w Jerozolimie i nie opuszczać go. Po trzech latach od tego wydarzenia dwaj słudzy Szimejego uciekli i udali się do Akisza mieszkającego w Gat. Szimei wyruszył, żeby ich odnaleźć, a po powrocie do Jerozolimy został stracony przez Benajasza.